# Merle Collins
Merle Collins (sinh ngày 29 tháng 9 năm 1950 tại Aruba) là một nhà thơ và nhà văn truyện ngắn Grenada.

## Cuộc đời
Cha mẹ của Collins đến từ Grenada, nơi họ trở về từ Argentina ngay sau khi bà sinh ra. Bà học tiểu học ở ở St. George's, Grenada. Sau đó, bà học tại Đại học West Indies ở Mona, Jamaica, lấy bằng tiếng Anh và tiếng Tây Ban Nha vào năm 1972. Sau đó, bà dạy lịch sử và tiếng Tây Ban Nha ở Grenada trong hai năm và sau đó ở St Lucia. Năm 1980, bà tốt nghiệp Đại học Georgetown, Washington, DC, với bằng thạc sĩ về Nghiên cứu Mỹ Latinh. Bà tốt nghiệp trường Kinh tế Luân Đôn với bằng tiến sĩ trong chính phủ.
Collins đã tham gia sâu vào Cách mạng Grenadian và từng là điều phối viên chính phủ cho nghiên cứu về Mỹ Latinh và Caribê. Bà rời Grenada đến Anh năm 1983.

## Học vấn
Từ năm 1984 đến 1995, Collins giảng dạy tại Đại học Bắc Luân Đôn. Bà hiện là Giáo sư Văn học so sánh và tiếng Anh tại Đại học Maryland, nơi bà được chọn là Giáo viên Học giả Xuất sắc 2018.
Các tác phẩm quan trọng của bà bao gồm "Chủ đề và xu hướng viết Caribbe ngày nay" trong From My Guy to Sci-Fi: Genre and Women's Writing in the Postmodern World (ed. Helen Carr, Pandora Press, 1989) và "Được tự do là rất ngọt ngào" trong Slavery and Abolition (Vol. 15, issue 3, 1994, pp. 96–103) 
 

## Văn học sáng tạo
Tập thơ đầu tiên của bà Because the Dawn Breaks, được xuất bản bởi Karia Press ở London năm 1985, lúc đó Collins là thành viên của Dawn Dawn, một nhóm biểu diễn kết hợp thơ, kịch câm và âm nhạc châu Phi.
Ở Anh, bà bắt đầu cuốn tiểu thuyết đầu tiên của mình Angel được xuất bản năm 1987. Angel theo dõi cuộc sống của người Grenada khi họ đấu tranh giành độc lập, và đặc biệt là về một phụ nữ trẻ đang trải qua sóng gió chính trị ở Grenada vào thời điểm đó.
Tập truyện ngắn của bà Rain Darling, được sản xuất vào năm 1990, và một tập thơ thứ hai, Rotten Pomerack vào năm 1992. Cuốn tiểu thuyết thứ hai của bà The Colour of Forgetting, được xuất bản năm 1995. Một đánh giá về tập thơ năm 2003 của bà, Lady in a Boat cho rằng: "Có sự khác biệt từ những bài thơ say sưa trong ngôn ngữ quốc gia trên đảo của bà đến những bài thơ ghi lại vẻ đẹp của hệ thực vật của nó, Collins trình bày về hòn đảo của bà và mọi người về công việc kiếm sống. Họ cố gắng đi đến cùng với quá khứ và xây dựng một tương lai nổi lên từ sự chiếm đóng của bạo lực. Lady in a Boat là một câu chuyện kể sâu sắc về một giai đoạn trong lịch sử khi, trong một khoảnh khắc ngắn ngủi, sự thăng thiên của vùng Caribbean dường như có thể. Merle Collins cho thấy cái chết của thời điểm này tiếp tục ám ảnh trí tưởng tượng của vùng biển Caribbean như thế nào." Tập truyện gần đây nhất của bà The Ladies Are Upstairs được xuất bản năm 2011.

### Thơ
- Because the Dawn Breaks, Karia Press, 1985, ISBN 978-0-946918-09-6
- Rotten Pomerack, Virago Press, 1992, ISBN 978-1-85381-556-0
- Lady in a Boat, Peepal Tree Press, 2003, ISBN 978-1-900715-85-0

### Tiểu thuyết
- Angel, Women's Press, 1987, ISBN 978-0-7043-4082-4; Seal Press, 1998, ISBN 978-1-58005-014-2
- The Colour of Forgetting, Virago Press, 1995, ISBN 978-1-85381-892-9

### Truyện ngắn
- Rain Darling, Women's Press, 1990, ISBN 978-0-7043-4258-3
- The Ladies are Upstairs, Peepal Tree Press, 2011, ISBN 978-1-84523-179-8